# 스페인 왕정복고
스페인의 역사에서 왕정복고란 1874년 12월 29일 제1공화국이 몰락하면서 알폰소 12세의 왕정 복고가 시작된 시기를 일컫는다. 아르세니오 마르티네스 캄포스의 쿠데타로 가능했으며 1931년 4월 14일 제2공화국이 선포되면서 왕정 복고 시대는 막을 내린다.
거의 1세기 동안 지속됐던 반목과 불안정한 정치 상황으로 왕정 복고의 목적은 새로운 정치 체계를 도입하여 사회 전반에 안전망을 갖추는 것이었다. 왕정은 자유주의파와 보수주의 정당이 번갈아 가며 정권을 잡도록 해 부르주아 계층이 고립되었거나 설 자리가 없다는 생각을 가지지 않도록 하게 했으며 정당제에서 다른 정당들은 모두 배격했다. 이는 선거 조작으로 가능했으며 공화주의자와 사회주의, 아나키스트, 바스크와 카탈루냐 지방의 민족주의자들은 거세게 반발했다.

## 알폰소 12세와 마리아 크리스티나 (1875–1898)
쿠데타를 일으킨 마르니테스가 왕정 복고 선언 발표를 하자 1876년 헌법이 쓰이고 모든 왕정 복고를 위한 총력이 기울여졌다. 당시 헌법으로 스페인은 양원제를 표방한 입헌군주제가 되었으며 하원(Congreso de Diputados)과 상원(Senado)을 유지하도록 했다. 스페인 상원은 과거와 같이 군주가 임명하는 체제를 지렸으며 왕이 원치 않는 법에 대한 거부권을 행사할 수 있었고 국군 통수권자의 지위도 왕이 가졌다.
이 시기는 경제적 번영기로 손꼽힌다. 당시 다른 유럽 국가들에 비해 경제력이 한참 뒤져있었던 스페인은 이 시기 동안 근대화를 거쳐 대량 생산 체제를 구축했다. 단적인 예로 공산품의 생산량이 증대되는 한편 극단저인 보호주의 조치를 통해 국가 산업이 육성됐다.
투르노 강화(el turno pacífico)라는 일종의 모략 속에서 두 정당이 번갈아 가며 정부를 이끌었으며 자유주의 당은 프라세데스 마테오 사가스타, 보수당은 카노바스 델 카스틸로가 이끌었다. 지방 세력가들(caciques)은 지방 선거 조작에 동원됐고 이에 따라 지역 주민들의 반감과 분개도 시일이 지날수록 거세져 카탈루냐와 갈리시아, 바스크 지방 등에서는 반 세력이 결성되기 시작하는 빌미를 제공한다.

## 알폰소 13세와 체제 비판(1898–1923)
1898년 스페인은 속령이던 쿠바와 괌, 푸에르토리코, 필리핀 등 대부분의 영토를 미국-스페인 전쟁로 잃게 된다. 급속한 붕괴는 스페인에 재앙과도 같았으며 정부와 관련된 정치적 이념 등에 대한 신임 자체를 붕괴시켜 카밀로 폴라비에하는 즉각적인 군부 쿠데타를 일으킨다. 일련의 반발이 일어나면서 정부 자체에 대한 불신임과 함께 모든 야당 세력들의 반발이 전면에 드러나 지방을 포함해 전국적으로 반정부시위가 격화된다.
모로코를 침공하려던 리프 전쟁이 수포로 돌아가면서 스페인 국내의 반발은 더욱 거세졌으며 바르셀로나에서는 세마나 트라지카(비극의 주) 사태가 일어나 아나키스트와 공산주의자공화주의자들이 모병제에 대해 잘못됐다고 생각했던 데에 성토하고 나섰다. 정부는 이에 따라 전쟁 상태를 선포하고 반정부 시도를 격파하기 위해 군력을 파견한다. 때문에 수 백명이 사망했고 주동자로 낙인 찍힌 프란시스코 페레르는 사형당한다. 사회주의자 연맹(UGT)와 아나키스트 연맹(Confederación Nacional del Trabajo, CNT)은 총파업을 선언하여 전국적인 단결을 추진했지만 도시 단위에서만 성공하고 전국으로 확대되는 데는 실패한다.
그러는 동안 모로코에서의 사태는 더욱 악화되었고 모로코 군부가 스페인 군대를 공격해 대다수가 볼모로 붙잡힌다. 모로코 수장이던 아브드 알 크림의 뛰어난 지휘 하에 스페인 군대는 거의 전멸하다시피하여 멜리야로 피신했다. 이 패배는 잘못된 전술 계획으로 인한 것이여서 군부 수장들은 문책당했으나 반대로 군부의 입장에서는 더 이상 영토 확장 자체가 어려웠고 재원도 없었기에 본국으로 돌아오려 했던 것이므로 문책과 비난에 대해 배신감을 느끼게 된다.

## 프리모 데 리베라의 독재 (1923–1930)
군부의 반감과 아나키스트 테러에 대한 두려움, 언제 터질 지 모르는 혁명에 대한 불안감, 민족주의의 기승은 시민과 군부의 타협으로 크게 촉발된다. 1923년 9월 13일, 카탈루냐의 총사령관이던 미겔 프리모 데 리베라는 쿠데타를 지휘하여 의회 체제에 대해 스페인의 문제를 비난하던 사조를 없앤 후 승승장구한다. 알폰소 13세는 이를 도왔고 총리로 임명했다. 그는 헌법의 효력을 중지시키고 독재자로서 막강한 권력을 행사하여 모든 정당들을 폐지시키고 본인이 만든 스페인 애국당(Unión Patriótica Española)만을 존립시킨다. 그는 경제와 서비스 부문의 정부 지출을 크게 늘렸고 정부는 파산 상태에 직면하게 해버렸다. 군부의 지지를 잃고 건강까지 악화되자 그의 정권에 대한 반대는 극에 달했다. 때문에 알폰소 13세도 리베라 정권을 더 이상 용인할 수 없어 사퇴를 요구했고 1930년 1월 30일 그의 시대는 끝난다.

## 마지막 시기(1930–1931)
알폰소 13세는 과거 왕정 복고로서 왕실의 굳건함을 재건하고자 하였고 다마소 베렌게르에게 새 내각을 출범시킬 것을 명령한다. 당시 군주는 대중들에게 독재를 뒤에서 지원하는 세력으로 비춰졌고 대중들은 반대로 공화제 재건을 강력하게 원하고 있어 정치적 영향력 또한 공화국 출범으로 흘러갈 조짐을 보이고 있었기에 실패할 수 밖에 없었다. 베렌게르가 사임하자 알폰소 13세는 아스나르 제독에게 지방 선거(1931년 4월 12일)를 열게 하여 민주주의자와 공화주의자의 비위를 맞추도록 한다. 독재자의 지방 정부 체계를 없애는 척 하면서 자연스레 왕정복고를 추진하려는 의도였다.
군주제 지지자들이 모든 지원을 하고도 실패했고 공화주의자들과 사회주의자들이 대거 승리한다. 거리 곳곳에서 군주제 폐지를 요구하는 목소리가 거세졌고 군대는 왕을 보호하지 않을 것임을 천명해 알폰소 13세는 피신한다. 이에 따라 스페인 제2공화국이 즉각 성립되고 과도정부가 니세토 알칼라 사모라에 의해 구성된다.

## 역대 군주
- 알폰소 12세 (1875년~1885년)
- 알폰소 13세 (1886년~1931년)

## 참고 문헌
- Barton, Simon. A History of Spain (2009) excerpt and text search
- Beck, Earl Ray. Time of Triumph & Sorrow: Spanish Politics during the Reign of Alfonso XII, 1874-1885 (1979)
- Ben-Ami, Shlomo. "The Dictatorship of Primo de Rivera: A Political Reassessment," Journal of Contemporary History, Jan 1977, Vol. 12 Issue 1, pp 65-84 in JSTOR
- Carr, Raymond, ed. Spain: A History (2001) excerpt and text search
- Esdaile, Charles J. Spain in the Liberal Age: From Constitution to Civil War, 1808-1939 (2000) excerpt and text search
- Hall, Morgan C. "Alfonso XIII and the Failure of the Liberal Monarchy in Spain, 1902-1923" Dissertation Abstracts International, 2003, Vol. 64 Issue 6, p2220-2220,
- Payne Stanley G. "Spanish Conservatism 1834-1923," Journal of Contemporary History, Vol. 13, No. 4, (Oct. 1978), pp. 765-789 in JSTOR
- Winston, Colin M. "The Proletarian Carlist Road to Fascism: Sindicalismo Libre," Journal of Contemporary History Vol. 17, No. 4 (Oct., 1982), pp. 557-585 in JSTOR